# Diara Ndiaye
Pour les articles homonymes, voir N'Diaye.
 (juin 2020).
Si vous disposez d'ouvrages ou d'articles de référence ou si vous connaissez des sites web de qualité traitant du thème abordé ici, merci de compléter l'article en donnant les références utiles à sa vérifiabilité et en les liant à la section « Notes et références ».
Diara Ndiaye, née le 5 mai 1989 à Melun (France), est une journaliste franco-sénégalaise de radio et télévision.
Auparavant journaliste sur Africa 24, elle fait partie des équipes de France Télévision où elle présente les éditions du week-end de France 3 Normandie depuis 2018. Diara co-présente également l'émission économique Réussite sur Canal+ Afrique. Les auditeurs de Radio France internationale (RFI) ont également pu l'entendre présenter l'émission Priorité Santé. Elle est aux commandes de la nouvelle émission hebdomadaire qui donne la parole à la jeunesse africaine sur tous les sujets d’actualité : Alors on dit quoi ? depuis janvier 2019,.

## Biographie
Diara Ndiaye est née le 5 mai 1989 à Melun, en Seine-et-Marne. Elle est la fille de Fatou Ndiaye et de Ndongo Ndiaye[réf. nécessaire]. Troisième d’une fratrie de six enfants, elle a grandi à Nandy jusqu’à ses études supérieures.

### Formation et carrière
Elle entre en 2007 en licence de Sciences de l'Information et de la Communication à l'université de Paris 8. Elle poursuit ensuite son cursus à l'université de Lorraine, en se spécialisant en master en communication publique et territoriale.
En 2012 elle est admise à HEIP (Hautes Études Internationales et Politiques), du groupe INSEEC, où elle obtient un master de communication politique. Dans le cadre de son master, elle rédige un mémoire de recherche sur le discours politique à la télévision en temps électoral.
Durant son année de master 1, elle effectue son premier stage dans le monde du journalisme. La Radio Télévision Sénégalaise (RTS), première chaîne nationale du Sénégal, l’engage alors comme journaliste reporter d’images à Dakar. Elle devient alors journaliste de terrain et continue ses travaux sur la question des discours politiques en période électorale.

#### Africa 24
La chaîne panafricaine Africa 24, basée à Saint-Cloud, l'embauche en 2013 pour son stage de fin d'études, avant de lui offrir son premier contrat. La chaîne lui confie son journal télévisé, notamment du soir, qui réalise ses plus grosses audiences[réf. nécessaire]. Elle y demeure jusqu’en 2018, où elle est repérée par Canal+.

#### Canal+
La direction Afrique de la chaîne repère Diara Ndiaye en 2018. Elle lui propose de participer à l'émission Réussite de Robert Brazza, un mensuel piloté par Galaxie presse, une boite de production basée à Paris, et Jeune Afrique. Ce programme d'une heure est entièrement consacré aux performances de l'économie africaine. Elle y occupe depuis la place de chroniqueuse.

#### RFI
À la fin de l’année 2018, Radio France internationale ambitionne de renouveler son auditoire en créant une émission spéciale consacrée aux jeunes. Diara Ndiaye est ainsi approchée[réf. nécessaire] pour la créer, la mettre en place et l’animer. Alors On Dit Quoi naît officiellement le 4 janvier 2019. Axée sur les jeunes et leurs nombreuses initiatives sur le continent africain et ailleurs, l'émission est rapidement devenue le rendez-vous des jeunes africains et de la diaspora.[réf. nécessaire] Son ambition : donner et libérer la parole. Ce qu’elle fait dans chacun des épisodes diffusés les samedis à 9 h 10 TU sur l'antenne monde et 11 h 10 TU sur l'antenne Afrique de RFI.

### Engagements

#### Association ABCD Pour Tous
Diara Ndiaye est également fortement engagée pour l'accès à l’éducation en Afrique. En 2015, elle crée avec ses trois sœurs et une amie, l'association L'ABCD Pour Tous, qui œuvre en faveur de l’éducation des enfants en milieu rural, en particulier des jeunes filles. L'ABCD pour tous a pour vocation d’assurer, soutenir et développer la scolarité des enfants au Sénégal, dans le respect de leur dignité. Chaque année, son association identifie les problèmes inhérents à la déscolarisation des enfants d'un village, et lève des fonds afin d’y remédier et pourvoir à leurs besoins.

#### Engagement sur les violences basées sur le genre
En 2019, Diara Ndiaye est repéréepar le programme des Visiteurs Internationaux, dirigé par le Département d'État américain. Aux côtés de participants venant du monde entier, elle se rend aux États-Unis afin d'aller à la rencontre de différentes organisations publiques et privés et de participer à des activités sociales et culturelles autour des GBV (gender based violence (en)), violence basée sur le genre.

#### Awards de la Jeunesse Africaine
Diara Ndiaye participe à la mise en place du concours des Awards de la Jeunesse Africaine. Ce concours permet de soutenir et de mettre en lumière des projets dans différents domaines : Education / Citoyenneté, Entrepreneuriat, Culture / Sport, IA / Nouvelles technologies et Environnement / Santé. Soutenu par l'UNESCO, ce projet a pour but de soutenir la jeunesse africaine et de les encourager dans leurs projets en leur offrant un accompagnement personnalisé (mise à disposition d'expertise, de connaissantes techniques et théoriques, de capital financier). La première édition a lieu en 2024, à Dakar, regroupant une vingtaine de pays du continent African. Le jury est composé, durant cette première édition, de Fatma Samoura, Christophe Guilhou, Stanislas Zeze-Bayard, Will Mbiakop et Nabou Fall.